# Gymnastes omeicola
Gymnastes omeicola är en tvåvingeart som beskrevs av Alexander 1935. Gymnastes omeicola ingår i släktet Gymnastes och familjen småharkrankar. Inga underarter finns listade i Catalogue of Life.